# قاعدة بيانات الفلم
قاعدة بيانات الفيلم (بالإنجليزية: The Movie Database وإختصارا TMDb) هي قاعدة بيانات حرة ومفتوحة المصدر على الأفلام والمسلسلات التلفزيونية. تم إنشاؤها بواسطة ترافيس بيل في عام 2008 ، والفرق في قواعد البيانات الأخرى هو أن يتم تحديث TMDb باستمرار من قبل المجتمع. كانت معروفة فقط لكونها قاعدة بيانات للأفلام ، ولكن في عام 2013 تمت إضافتها إلى جزء المسلسل التلفزيوني.

## قصة
بدأ في الأصل كمشروع جانبي لمساعدة المستخدمين مع فن المعجبين عالي الدقة لـ Kodi (سابقًا XBMC) من خلال مشاركة الملفات المضغوطة ، كيف أصبحت مشاركة الملفات بهذه الطريقة صعبة ، أنشأ بيل «themoviedb.org - قاعدة بيانات فيلم مفتوح المصدر» حتى يتمكن المستخدمون الفرديون من إضافة المحتوى والمساهمة فيه بأنفسهم.
وقد اكتسب الموقع منذ ذلك الحين استخدامًا أكبر لأنه مزود رائد للبيانات لعدد من الخدمات الأخرى ، بما في ذلك بليكس وليتربوكسد و دليل المسلسل و السينما: دليل الفيلم والعديد من الخدمات الأخرى.

## نسخة متعددة اللغات
يمكن ترجمة بيانات TMDb إلى أي لغة ، نظرًا لأن المستخدمين يختارون المساهمة ، ولغات الموقع المتاحة هي الإنجليزية والألمانية والفرنسية واليونانية والعربية والإسبانية والبرتغالية والرومانية والصينية وغيرها.

## وصلات خارجية
- الموقع الرسمي

لا توجد روابط لمواقع التواصل الاجتماعي.